# 罗奇代尔足球俱乐部
罗奇代尔足球俱乐部（英語：Rochdale Association Football Club）是位於英格蘭西北部大曼徹斯特罗奇代尔的足球俱乐部，現時在現於英格蘭足球全國聯賽作賽。參賽。
罗奇代尔自成立以來僅錄得兩次升班及一次降班，首次於1969年取得丁組季軍升班丙組，直到1974年降班返回丁組，一直逗留在英格蘭足球聯賽的最低的級別中作賽，雖然曾於1977/78年及1979/80年兩度位居榜末，但獲重選而保留聯賽席位，是留在聯賽最低級別最長的球隊，終於在2009/10年球季取得英乙第三位直接升班上英甲，再次脫離聯賽最低級別。但於2011/12年再由英甲降班到英乙作賽。兩年後再取得英乙第三位直接升班上英甲。

## 歷史
羅奇代爾於1907年成立，同年參加「曼徹斯特聯賽」（Manchester League），翌年轉投「蘭開郡混合聯賽」（Lancashire Combination）。羅奇代爾於1911年獲得混合聯賽冠軍，但申加入足球聯盟新增的丙組聯賽不獲接受。第一次世界大戰後足球聯盟再次擴大，但羅奇代爾仍然不獲接納。直到1921年羅奇代爾才獲得推荐加入新成立的北區丙組聯賽，首場聯賽於1921年8月27日在主場出戰，以6-3取得勝利，惟於球季結束時羅奇代爾位列榜末，需要再次申請才能保留聯賽席位。
1962年羅奇代爾以丁組球隊身份晉級英格蘭聯賽盃決賽，是唯一最低級別球隊殺入國內主要錦標決賽的球隊，但兩回合累計以0-4負於。

## 大事紀年
| 年 份   | 事 項                                                                       |
| ------- | --------------------------------------------------------------------------- |
| 1907    | 參加曼徹斯特聯賽（Manchester League）                                       |
| 1908-09 | 參加蘭開郡混合聯賽（Lancashire Combination）乙組聯賽                        |
| 1909-10 | 升級蘭開郡混合聯賽甲組                                                      |
| 1910-11 | 蘭開郡混合聯賽冠軍                                                          |
| 1911-12 | 蘭開郡混合聯賽冠軍（第二次）                                                |
| 1921-22 | 北區丙組聯賽創始成員                                                        |
| 1922    | 北區丙組聯賽排第廿位，獲重選保留席位                                        |
| 1923-24 | 北區丙組聯賽亞軍                                                            |
| 1926-27 | 北區丙組聯賽亞軍                                                            |
| 1958-59 | 聯賽重組被置於丙組聯賽                                                      |
| 1959    | 丙組聯賽排第廿四位，降級丁組                                                |
| 1961-62 | 決賽兩回合累計0-4負於，聯賽盃亞軍                                           |
| 1968-69 | 丁組聯賽季軍，升級丙組                                                      |
| 1974    | 丙組聯賽排第廿四位，降級丁組                                                |
| 1978    | 丁組聯賽排第廿四位，獲重選保留席位                                          |
| 1980    | 丁組聯賽排第廿四位，獲重選保留席位                                          |
| 1992-93 | 超聯成立，丁組更名丙組《IV》                                                |
| 2001-02 | 丙組《IV》聯賽排第五位，附加賽準決賽兩回合累計3-4負於                       |
| 2004-05 | 丙組《IV》更名「英乙聯賽」                                                  |
| 2007-08 | 英乙聯賽排第五位，附加賽準決兩回合累計3-3，十二碼5-4擊敗，溫布萊決賽2-3負於 |
| 2008-09 | 英乙聯賽排第六位，附加賽準決兩回合累計1-2負於                               |
| 2009-10 | 英乙聯賽排第三位，升班英甲聯賽                                              |
| 2011-12 | 英甲聯賽排第廿四位，降班英乙                                                |
| 2013-14 | 英乙聯賽排第三位，升班英甲                                                  |

資料來源：球會歷史資料庫

## 主場球場

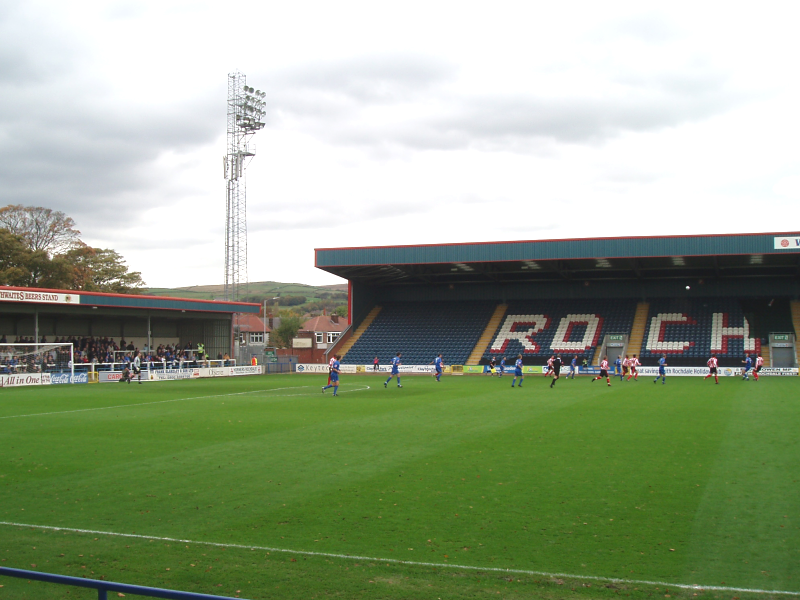
斯波特兰球场

羅奇代爾足球會的主場比賽在位於英格蘭西北部大曼徹斯特罗奇代尔的斯波特兰球场（Spotland Stadium）舉行，球場於1920年為羅奇代爾而興建，可容納10,249名觀眾。但自1988年以後，球場由羅奇代爾、羅奇代爾市議會及羅奇代爾黃蜂欖球隊（Rochdale Hornets）共同擁有。
球場由四座看台組成：稱為｢Co-Operative看台」（Co-Operative Stand）的主看台，稱為｢Thwaites Beer看台｣ （Thwaites Beer Stand）的仙迪徑看台（Sandy Lane End），稱為｢T.D.S看台｣（T.D.S Stand）的明珠街看台（Pearl Street end）及稱為｢Westrose Leisure看台」（Westrose Leisure Stand）的韋畢斯徑看台（Willbutts Lane Stand）。除位於一方球門後的仙迪徑看台是細小的階梯看台外，其他三座均為全坐席看台。

## 會徽及隊色
羅奇代爾於2007/08年球季球會百周年紀念再次採用球隊首件球衣的款式，相信是受球隊成立時最強的球隊之一的的影響，黑白直間球衣白褲黑襪。在此以前，「代爾」穿著全藍球衣，其款式自1949年以來沒有重大改變，在百周年紀念年後相信將會回復這全藍傳統的款式。其他曾選用的球衣款式包括白衫黑褲、白衫藍褲及白袖藍衫等。作客的黃衫黑褲亦為百周年而推出，但下季仍會採用。為現時的球衣及訓練套裝由耐克（Nike）製造。
「代爾」的球衣自1983年開始已獲的贊助，其中包括二手車行「Carcraft」、「All-in-One Garden Centre」、「Smith Metals」及「Keytech」，現時的贊助商為地產商「MMC Estates」。
羅奇代爾的會徽由舊羅奇代爾鎮的紋章轉化而成，內含不同的工業及紋章的意象，外圍的藍圈內藏羅奇代爾的全名（Rochdale A.F.C.）及綽號（The Dale）。羅奇代爾的格言拉丁語為「Crede Signo」，意思為「相信神蹟」，同時是羅奇代爾鎮的格言。於百周年紀念年會徽外圍加上幼金圈，加上「百周年紀念」（Centenary Year）及年份「1907-2007」，以紀念球隊成立一世紀。

## 外部連結
- 羅奇代爾官方網站 （页面存档备份，存于）（英文）